# Matilda von Schwerin
Matilda Kristina von Schwerin, född Hagberg 21 mars 1818 i Stockholm, död 25 april 1892 i Stockholm, var en svensk grevinna, godsägare och donator. Hon var en centralfigur i de så kallade Schwerinska fideikommisskandalerna. 
Hon var dotter till vaktmästaren i Nummerlotteriet Lorentz August Hagberg och Christina Carolina Schelin i Stockholm. Hennes mor hade före makens död haft ett förhållande med greve Curt von Schwerin (1795–1849) och bosatte sig som änka hos denne på hans gods i Östergötland som hans hushållerska. Han var en av det dåtida Sveriges rikaste personer och innehavare av fideikommisset innefattande Husby, Fyllingarum, Sverkersholm och Borkhults herrgård med Gobo samt Odensgöl, Ekhammar och Åketorp, men på grund av oförmåga att hantera sin avlidne farbrors skuldbetalningar var hans ekonomi satt under administration av hans bror hovmarskalken Adolf von Schwerin.  
Hushållerskan fru Hagberg medförde tre döttrar till sitt nya hem. När Curt von Schwerin 1841 förklarade att han skulle gifta sig med sin tidigare älskarinnas dotter väckte hans bror åtal mot honom för ett planerat äktenskap i förbjudna led, då han hade haft samlag med sin blivande makas mor. Det hela ledde till en tre år lång skandalartad process, som 1844 slutade i frikännande och giftermål 22 december samma år mellan Curt och Matilda von Schwerin, vilken fick fideikommissegendomarna Husby i Mogata socken samt Fyllingarum och Sverkersholm i Ringarums socken som morgongåva. 
När maken avled 1849 efter ett barnlöst äktenskap stämdes hon av hans bror, som vägrade erkänna hennes rätt till godsen, i en process som varade till 1856 men som hon vann. Processen var en skandal i det dåtida Sverige och Adolf von Schwerin skänkte 100,000 riksdaler banko till Riddarhuset för att blidka opinionen. Matilda von Schwerin beskrivs som en omtyckt arbetsgivare och som generös mot sina syskon och syskonbarn. Den största delen av hennes efterlämnade förmögenhet gick till välgörenhet och inrättandet av ett barnhem i Söderköping.